# Drachtster Lawn Tennis Club
Drachtster Lawn Tennis Club is een tennisvereniging uit Drachten. 
De Drachtster Lawn Tennis Club is opgericht in 1922 en is de grootste tennisvereniging van de drie noordelijkste provincies.
De vereniging heeft haar thuisbasis op Tennispark De Folgeren in de buurtschap Folgeren met 20 banen, waarvan 15 verlichte buitenbanen (11 gravel, 2 kunstgras en 1 kunststof, miniveld en oefenkooi) en een tennishal met 5 banen.
DLTC valt regelmatig in de prijzen bij grote toernooien. Op 25 september 1980 wordt de Friesland Cup door een overwinning van 6-4 op Sneek. In 2001 promoveert een gemengd team in de landelijke competitie naar de tweede klasse.